# Jean-Paul Scarpitta
Pour les articles homonymes, voir Scarpitta.
Jean-Paul Scarpitta est un metteur en scène d'opéra, né le 1er novembre 1949 à Sétif (Algérie)

## Biographie
Poursuivant ses études d’histoire de l’art et d’art dramatique, Jean-Paul Scarpitta organise dès l’âge de dix-neuf ans un festival de musique et de danse dans la cour du palais synodal de Sens. Elizabeth Schwarzkopf accompagnée par Aldo Ciccolini y donne l’un de ses derniers récitals.[réf. nécessaire]
Pour la télévision, il réalise une série de trente-sept portraits d’artistes (Rudolf Noureev, Liv Ullmann, Charlotte Rampling, Dominique Sanda, Mstislav Rostropovitch…).[réf. nécessaire]
Son attachement pour l’étoile du ballet de l’Opéra de Paris, Ghislaine Thesmar, le conduit à la suivre et à la filmer pendant des années, en particulier, au New York City Ballet chez George Balanchine.[réf. nécessaire]
Durant la même période, il se passionne[non neutre] d’abord pour le travail de Giorgio Strehler, puis pour celui de Piero Faggioni, et, se mêlant à leurs équipes respectives[réf. nécessaire], il s’imprègne de leur art[style à revoir]. Il acquiert ainsi une expérience qui l’amène à concevoir deux longs-métrages[Interprétation personnelle ?] : Désir (1985) avec Marisa Berenson et Ghislaine Thesmar, et La Malaimée (1995), écrit en collaboration avec Jean Aurel, scénariste de François Truffaut.
Par ailleurs, il est responsable pendant quinze ans de la Fondation Armand Hammer à Paris et à Londres. Il développe et favorise le mécénat au musée Jacquemart André. A la disparition du mécène, le docteur Armand Hammer, il est mis en cause par un rapport de la Cour des comptes qui se conclut par ordonnance de « non-lieu total et définitif ».[réf. nécessaire]
Au Musée Jacquemart André, il organise plusieurs expositions : De Rembrandt à Van Gogh, Léonard de Vinci, Fabergé, Les Costumes historiques russes de l’Ermitage, Le Roi Gustave III et l’Opéra à la cour de Suède au XVIIIe (à cette occasion, il reconstitue le décor du théâtre du château de Drottningholm au musée Jacquemart André).
Il défend la place de la photographie dans l’art en organisant des expositions au début des années quatre-vingt comme, par exemple, celle des soixante ans de Vogue, qui voyagera pendant dix ans[réf. nécessaire], et l’hommage à André Kertész (1988). Il se lie ainsi avec des photographes tels que Jean-Philippe Charbonnier et Richard Avedon.[réf. nécessaire]
Il est élu en 1999 à la présidence du Syndicat de la presse artistique française, fondée par Guillaume Apollinaire en 1899.
Son rôle de metteur en scène se confirme[Interprétation personnelle ?] dans de nombreux opéras (dramaturgies, décors, costumes, lumière). Lumière qu'il confie, depuis le début de sa carrière, à Urs Schönebaum collaborateur de nombreux metteurs en scène (Robert Wilson, Michael Haneke...).
Il a été artiste en résidence puis directeur désigné et, pour finir, directeur général de l'Opéra Orchestre national Montpellier. 
Sa gestion a donné lieu à des critiques très sévères de la Chambre régionale des comptes de Languedoc Roussillon,.
Jean-Paul Scarpitta fut membre du Comité exécutif de la Fondation Carla Bruni-Sarkozy,.

## Carrière

### Télévision
- Trente-sept portraits d’artistes (Liv Ullmann, Charlotte Rampling, Rudolf Noureev, Dominique Sanda…).
- Ghislaine Thesmar, Giorgio Strehler, Piero Faggioni,

### Cinéma

#### Réalisateur
- 1995 : La Malaimée, avec Jean Aurel, scénariste de François Truffaut

#### Acteur
- 2002 : CQ de Roman Coppola : un journaliste fantasmé
- 2006 : Marie-Antoinette de Sofia Coppola : Baron Scarpitta
- 2007 : Broken English de Zoe Cassavetes : Jean-Paul Clément[6]

### Expositions
- 50 Années de Photographies Vogue Paris, Musée Jacquemart-André (1982).
- Fondation Armand Hammer à Paris et à Londres.
- Hommage à André Kertész (1987).
- Les costumes historiques russes du Musée de l'Ermitage de Leningrad, Musée Jacquemart-André, avec Yves Saint Laurent (1989)

### Showbizz-variété
- 1993 : France Gall, Simple Je - L'intégrale Bercy (costumes).

### Politique
En 2012 il apporte son soutien à l'UMP entre le premier et le second tour de l'élection présidentielle parmi une liste d'une vingtaine de personnalités du monde de la culture appelant à voter Nicolas Sarkozy.

### Opéra, mises en scène
- 1997 : L’Histoire du soldat de Stravinsky au Théâtre des Champs-Élysées, avec Shlomo Mintz, Carole Bouquet, Gérard et Guillaume Depardieu
- 2001, Teatro San Carlo de Naples avec Perséphone et Œdipus Rex de Stravinsky.
- 2001 : Le Carnaval des animaux,de Camille Saint-Saëns à Montpellier.
- 2004 : Háry János de Zoltán Kodály, à Montpellier, livret Béla Pausini et Zsolt Harsanyi d’après János Garay, adaptation française Florian Zeller, théâtre du Châtelet avec Gérard Depardieu.
- 2004 : Medea de Cherubini avec Fanny Ardant aux Arènes de Nimes.
- 2005 : La clemenza di Tito à Metz et à Hambourg
- 2006 : Jeanne au Bûcher de Honneger  à Montpellier. avec Sylvie Testud, de Emmanuel Krivine et Alain Altinoglu puis Marion Cotillard[8] (Victoire de la musique 2008, Orphée d’Or).
- 2008 : Salustia premier Opéra de Pergolèse à Montpellier.
- 2009 : Die Zauberflöte de Mozart à Montpellier.
- 2009 : Sancta Susanna de Hindemith, à Montpellier couplée avec Œdipus Rex de Stravinsky, Carmen, Die Zauberflöte et un Don Giovanni.
- 2009 : Le Château de Barbe-Bleue de Bartók à Montpellier.
- 2009 : C’était Marie-Antoinette[9] au festival de radio france et Montpellier.
- 2010 : La traviata de Giuseppe Verdi, Opéra national de Montpellier
- 2011 : Nabucco, Opéra de Rome, sous la direction de Riccardo Muti.
- 2011 : Didon et Enée, Opéra de Toulon, avec la participation de Anna Caterina Antonacci.
- 2011 : Manon Lescaut de Puccini à Montpellier.
- 2012 : la Bohème de Puccini à Montpellier.
- 2012 : les Noces de Figaro de Mozart à Montpellier. (costumes Jean Paul Gautier)
- 2013 : Don Giovanni de Mozart à Montpellier.
- 2013 : Cosi fan tutte de Mozart à Montpellier.
- 2014 : La traviata de Puccini à Montpellier.
- 2015 : Le Château de Barbe bleue de Bartok.
- 2016 : La Flûte enchantée de Mozart à Tokyo
- 2017 :  Nabucco de Verdi à Tokyo
- 2017 : Gérard Depardieu chante Barbara à Paris aux Bouffes du Nord.
- 2018 : Nabucco de Verdi à Naples (Teatro San Carlo).
- 2018 : Gérard Depardieu chante Barbara à Paris au Cirque d'Hiver.